# Siergiej Szapowalenko
Siergiej Grigorjewicz Szapowalenko (ur. 1903, zm. 1988) – rosyjski pedagog i dydaktyk chemii. Był członkiem Akademii Nauk ZSRR. Zajmował się zagadnieniem metodyki nauczania chemii, wyposażenia szkół w nowoczesne środki dydaktyczne, wychowania przez pracę oraz kształcenia politechnicznego.